# Непомнящая, Варвара Александровна
Варвара Александровна Непомнящая (род. 8 декабря 1983) — российская пианистка.
Окончила Московскую среднюю специальную музыкальную школу имени Гнесиных, затем Московскую консерваторию (2007) по классу Михаила Воскресенского, училась в аспирантуре под его же руководством, занималась также в классе камерного ансамбля Александра Бондурянского. В настоящее время совершенствует своё мастерство в Гамбургской высшей школе музыки у Евгения Королёва. Лауреат ряда премий на международных конкурсов, в том числе победитель Конкурса пианистов имени Гезы Анды (2012) и обладатель второй премии Международного конкурса имени Иоганна Себастьяна Баха (2006).
Вот уже на протяжении нескольких лет Варвара Непомнящая выступает как в России, так и за рубежом, где более известна под своим артистическим именем «Варвара», в сопровождении различных камерных и симфонических оркестров, в том числе Симфонического оркестра Мариинского Театра, Венского камерного оркестра, Оркестра Tonhalle города Цюрих, Симфонического оркестра Венского радио, Симфонического оркестра Штутгартского радио под управлением таких дирижёров как Валерий Гергиев, Корнелиус Майстер, Давид Цинман и Клеменс Шульдт. С сольными концертами Варвара посетила такие города как Люцерн, Москва, Лион, Санкт-Петербург, Гамбург, Лозанна, Цюрих , Дортмунд и другие.
В настоящий момент Варвара Непомнящая работает над новым диском посвященным В. А. Моцарту . Это—второй альбом пианистки изданный совместно с Discamera. Первый, посвященный Г.Генделю был издан в 2015 году.